# Ernest de Pardubice
Ernest de Pardubice (en tchèque : Arnošt z Pardubic) fut le premier archevêque de Prague.

## Biographie

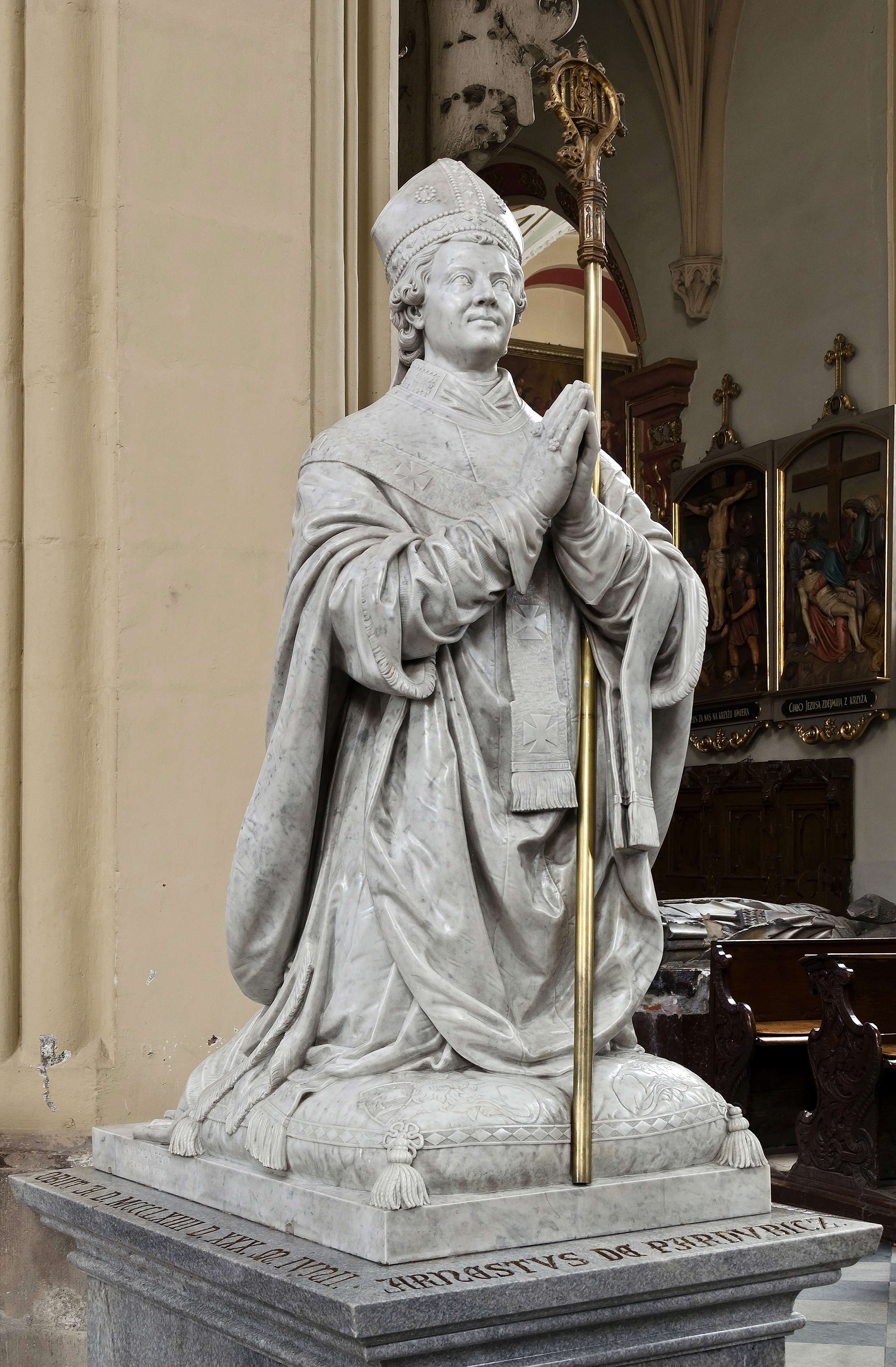
Ernest de Pardubice

Ernest de Pardubice naît le 25 mai 1297, sans doute à Kłodzko, dans l'actuelle Pologne. 
Après des études de droit et de théologie à Bologne et Padoue, il revient en Bohême où il ne tarde pas à être nommé évêque de Prague en 1343 puis 1er archevêque l'année suivante.
Cette même année, il préside au début des travaux de la nouvelle cathédrale Saint-Guy.

Il couronne l'empereur Charles IV comme roi de Bohême en 1346 et fonde l'année suivante la première école supérieure de Prague : l'« Université Charles ».

Fait chancelier par le roi, il est également seigneur de Pardubice. Il contribue à embellir la ville, y édifiant un château (hrad).
À partir de 1360, grâce à l'appui des théologiens de l'université de Prague, il dénonce la prérogative exclusive du Vatican de nommer tous les prêtres en Bohême.
Ernest de Pardubice meurt le 30 juin 1364 au château de Roudnice nad Labem, et est inhumé dans l'église de la Vierge de Kłodzko.

## Note
1. ↑  Cf. à ce sujet Paul De Vooght, L'hérésie de Jean Huss, Louvain, Publications universitaires de Louvain, coll. « Bibliothèque de la revue d'histoire ecclésiastique - Fascicule 34 », 1960, p. 20